# خاطره (فیلم ۱۳۸۷)
خاطره فیلمی به کارگردانی نادر طریقت، نویسندگی هستی طریقت و تهیه‌کنندگی حبیب اسماعیلی محصول سال ۱۳۸۷ است. این فیلم در آذر ۱۳۸۹ بر روی پرده سینما رفت.

## خلاصه داستان
زنی نویسنده پس از ازدواج دوم خود، با مشکلاتی روبرو می‌شود. او سعی دارد رابطه فرزند و همسر دومش را بهبود بخشد اما این رابطه برای کودک آزاردهنده‌است و دشواری‌های زیادی برایش ایجاد می‌کند.

## بازیگران
- مهناز افشار درنقش پری‌چهر
- پژمان بازغی درنقش حمید
- پوریا پورسرخ درنقش مسعود
- حبیب اسماعیلی درنقش ناپدری پری‌چهر
- لادن طباطبایی درنقش مادر پری‌چهر
- شبنم قلی خانی درنقش دوست پری‌چهر
- داریوش اسدزاده درنقش پدر حمید
- شمسی فضل الهی درنقش مادر حمید
- فخرالدین صدیق شریف درنقش قاضی
- داوود فتحعلی بیگی درنقش مدیر انتشارات
- الیزابت امینی درنقش زن بیمار
- فریده دریامج درنقش خدمتکار
- غزاله جزایری درنقش بیمار مسعود
- سعید تهرانی درنقش همسر اول پری‌چهر
- حامد زیاران درنقش پسر پری‌چهر